# Dichobunidae
I dicobunidi (Dichobunidae) sono una famiglia di artiodattili estinti, vissuti tra l'Eocene inferiore e l'Oligocene superiore (circa 56 - 42 milioni di anni fa). I loro resti fossili sono stati ritrovati in Asia, Nordamerica ed Europa. Sono considerati tra gli artiodattili più primitivi.

## Descrizione
I dicobunidi erano piccoli animali, e alcuni di essi non superavano la taglia di un coniglio. Altri invece superavano la taglia di un gatto selvatico. Possedevano caratteristiche primitive e il loro aspetto doveva essere vagamente simile a quello di un tragulo con la coda lunga. Possedevano quattro o cinque dita su ogni zampa, e ogni dito terminava in un piccolo zoccolo. Possedevano una dentatura completa, al contrario degli artiodattili successivi con dentature più specializzate. I denti erano a corona bassa (bunodonte) e non specializzati.

## Classificazione
I dicobunidi furono tra i primi artiodattili a svilupparsi, nel corso dell'Eocene inferiore, circa 52 milioni di anni fa. Le caratteristiche primitive della dentatura, così poco specializzata da essere ancora completa di tutti gli elementi e dai molari bunodonti, indicano che i dicobunidi dovevano essere tra gli artiodattili più arcaici. In questa famiglia è stato per lungo tempo incluso anche Diacodexis, considerato il più antico artiodattilo conosciuto, ma successivamente questo animale è stato classificato in una famiglia a parte (Diacodexeidae). Tipici dicobunidi sono invece Dichobune, Metriotherium, Meniscodon, Mouillacitherium, Messelobunodon, Eurodexis e Aumelasia, questi ultimi tre ben conosciuti grazie a scheletri completi provenienti dal giacimento di Messel. I dicobunidi, nonostante le caratteristiche primitive, ressero bene l'impatto con la comparsa di altre forme di artiodattili più evolute e sopravvissero fino all'Oligocene superiore.

### Filogenesi
Da http://www.helsinki.fi/~mhaaramo/metazoa/deuterostoma/chordata/synapsida/eutheria/artiodactyla/dichobunoidea/dichobunidae.html .

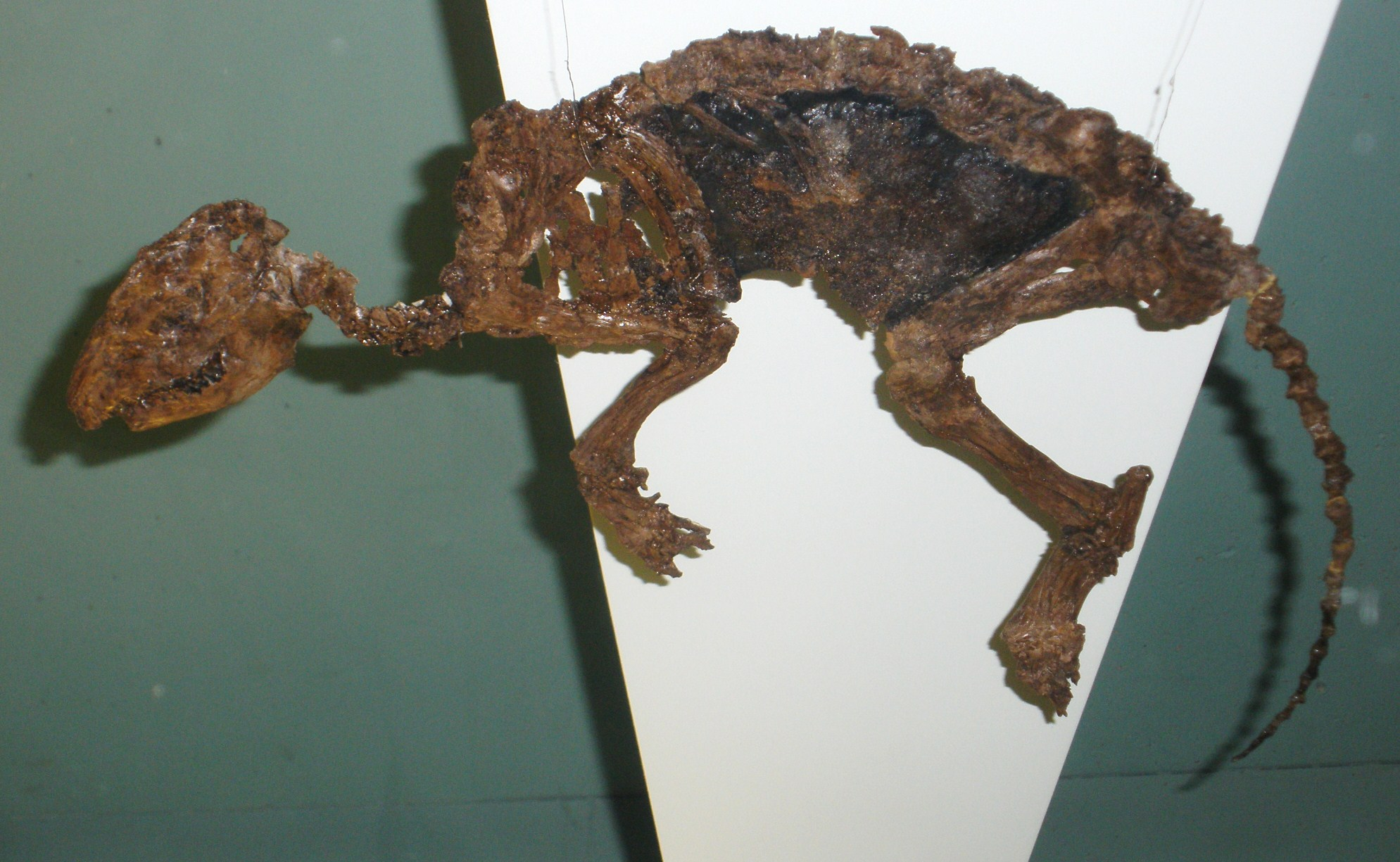
Fossile di Aumelasia sp.

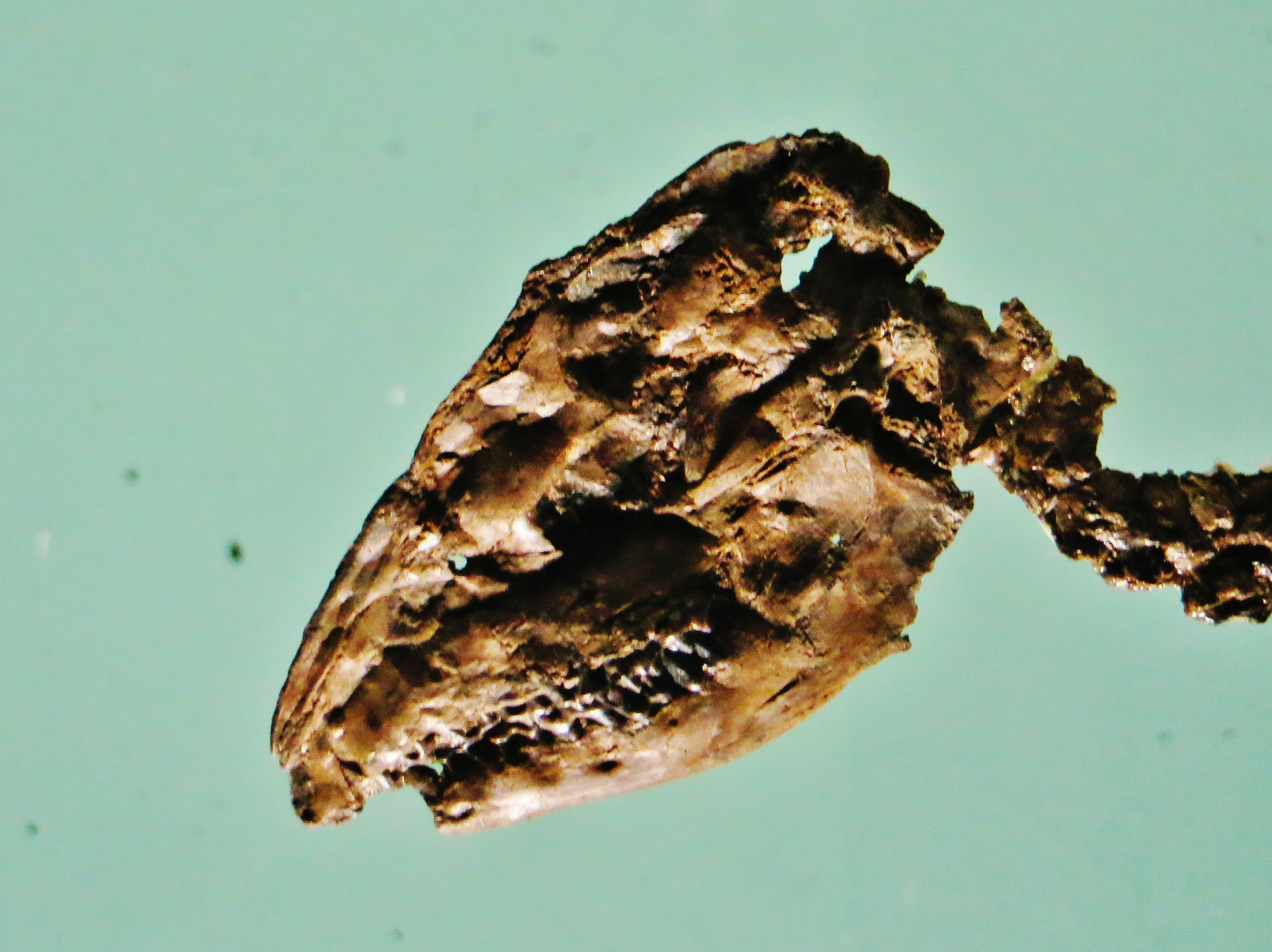
Particolare del cranio di Aumelasia sp.

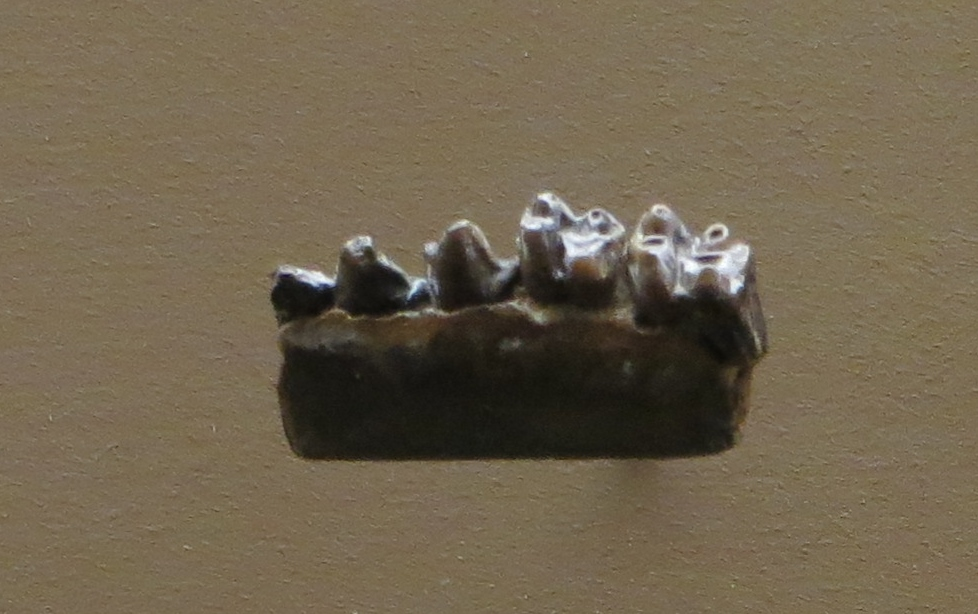
Mandibola di Meniscodon europaeum

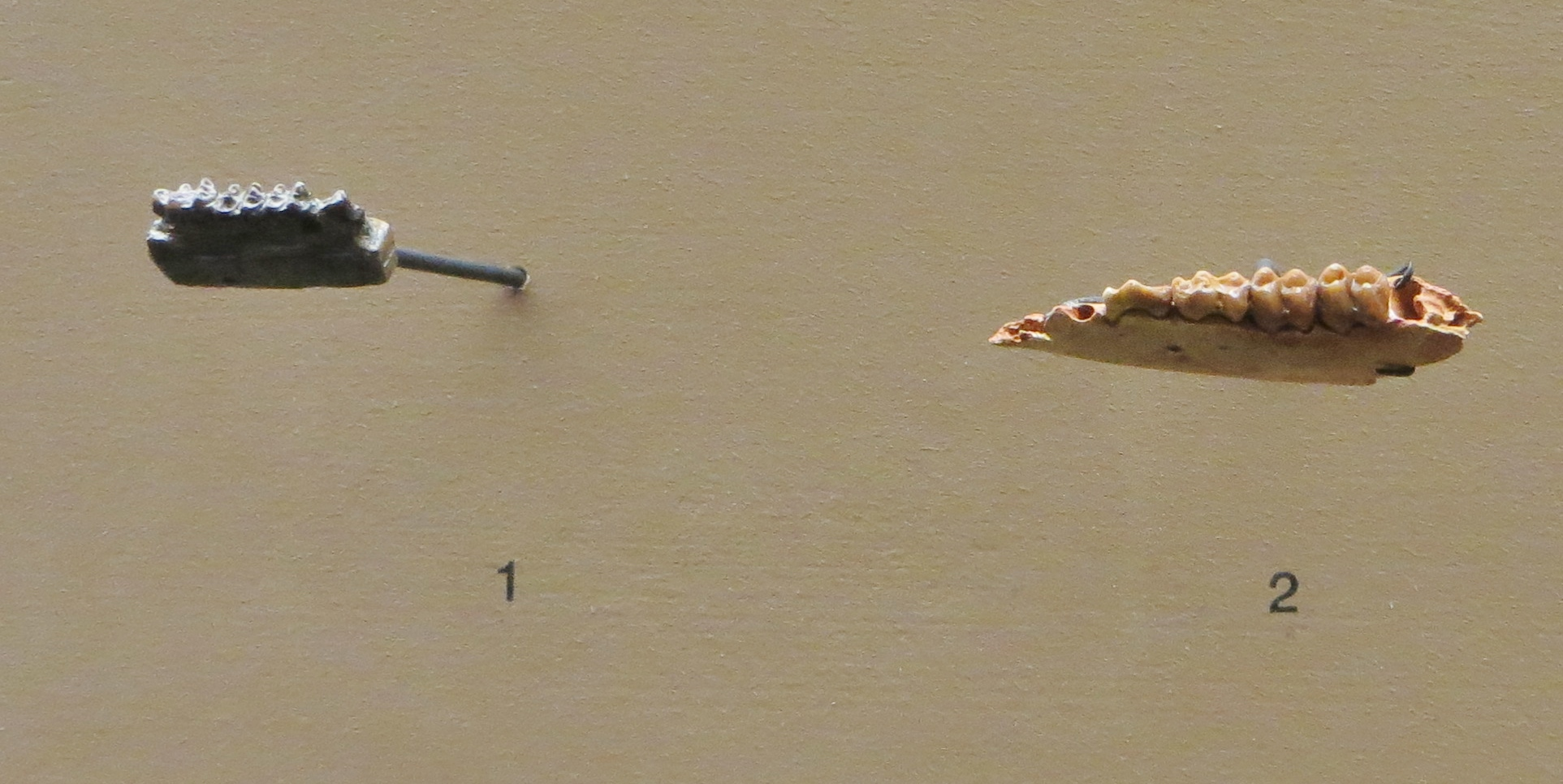
Mandibole di Dichobune robertiana e D. leporina

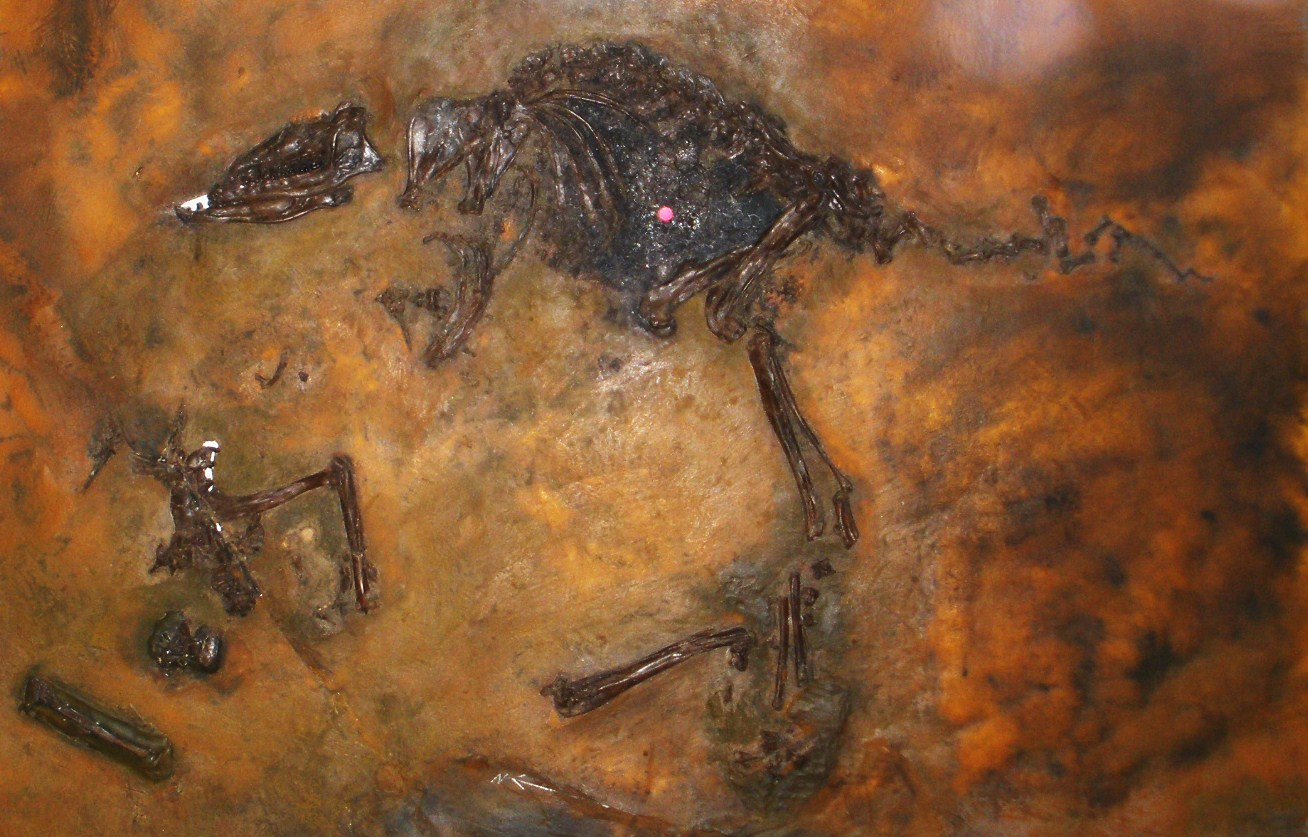
Fossile di Eurodexis

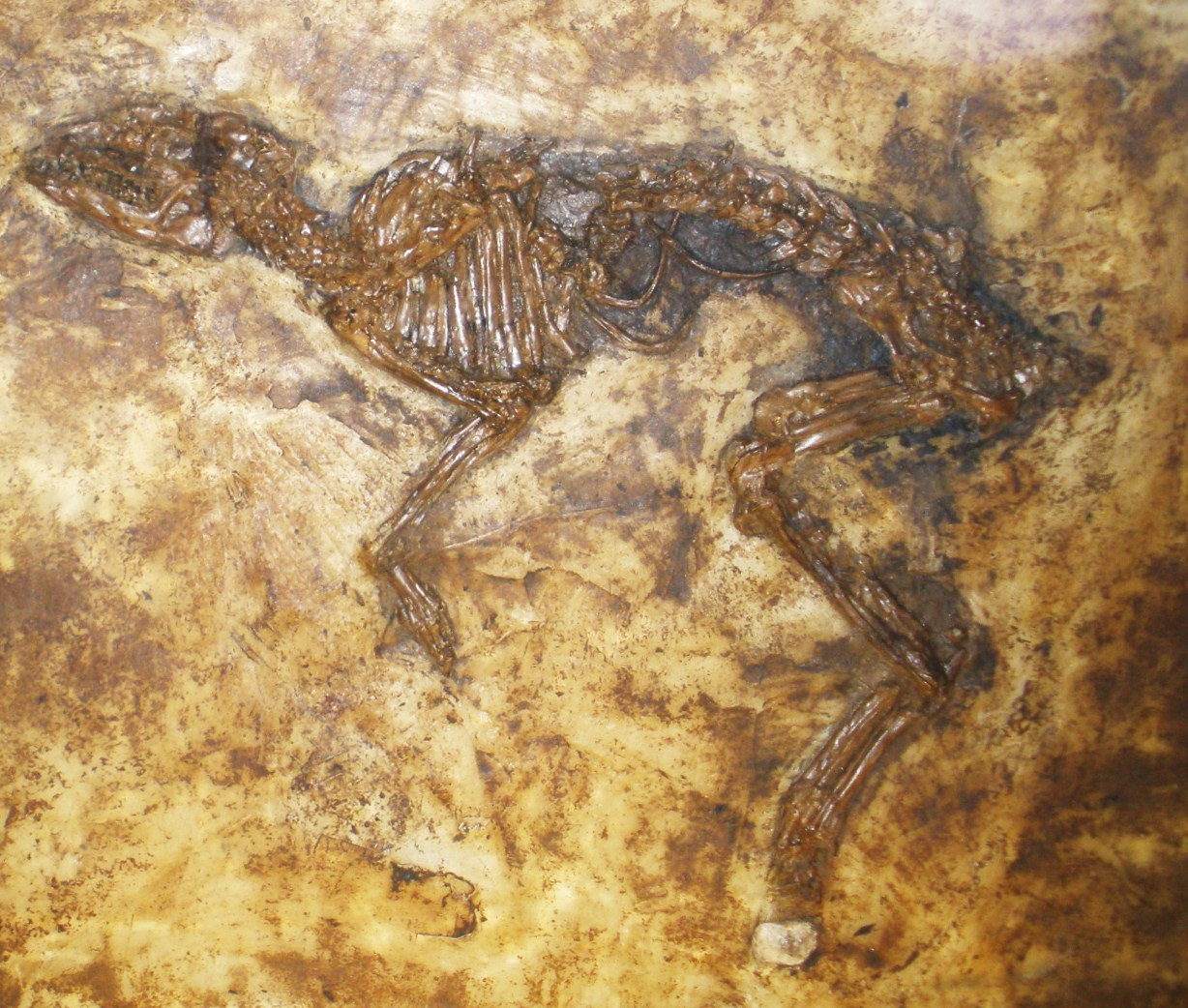
Fossile di Messelobunodon schaeferi

```
 †Dichobunidae Turner, 1849 
  |--o †Dichobuninae Turner, 1849
  |  |--o †
Dichobune
 Cuvier, 1822 
  |  |  |-- †
D. leporina
 Cuvier, 1822
  |  |  |-- †
D. robertiana
 Gervais, 1848-52
  |  |  |-- †
D. fraasi
 Schlosser, 1902
  |  |  |-- †
D. cf. D. robertiana
 [Stehlin, 1906]
  |  |  |-- †
D. sigei
 Sudre, 1978
  |  |  |-- †
D. cf. D. fraasi
 [Sudre, 1978]
  |  |  |-- †
D. jehennei
 Brunet & Sudre, 1980
  |  |  |-- †
D. cf. D. robertiana
 [Sudre, 1988]
  |  |  `-- †
D.
 indet. [Sudre, 1978, 1997]
  |  |-- †
Synaphodus brachygnathus
 Pomel, 1848
  |  |--o †
Protodichobune
 Lemoine, 1878
  |  |  |-- †
P. oweni
 Lemoine, 1878
  |  |  `-- †
P. cf. P. oweni
 [Erfurt & Sudre, 1996]
  |  |--o †
Metriotherium
 Filhol, 1882
  |  |  |-- †
M. mirabile
 Filhol, 1882
  |  |  |-- †
M. paulum
 Stehlin, 1906
  |  |  |-- †
M. minutum
 Brunet & Sudre, 1980
  |  |  |-- †
M. sarelense
 Sudre in Astruc et al., 2003
  |  |  `-- †
M. cf. M. sarelense
 [Astruc et al., 2003]
  |  |--o †
Meniscodon
 Rütimeyer, 1888
  |  |  |-- †
M. picteti
 Rütimeyer, 1888
  |  |  `-- †
M. europaeum
 (Rütimeyer, 1888)
  |  |--o †
Buxobune
 Sudre, 1978
  |  |  |-- †
B. daubreei
 Sudre, 1978
  |  |  `-- †
B. aff B. daubreei
 [Erfurt & Haubold, 1989]
  |  |--o †
Aumelasia
 Sudre, 1980
  |  |  |-- †
A. gabineaudi
 Sudre, 1980
  |  |  |-- †
A. menieli
 Sudre et al., 1983
  |  |  |-- †
A. cf. A. gabineaudi
 [Franzen, 1988]
  |  |  |-- †
A. maniai
 Erfurt & Haubold, 1989
  |  |  `-- †
A. aff. A. menieli
 [Erfurt & Haubold, 1989]
  |  |--o †
Messelobunodon
 Franzen, 1980
  |  |  |-- †
M. schaeferi
 Franzen, 1981
  |  |  `-- †
M. aff. M. schaeferi
 [Erfurt & Haubold, 1989]
  |  `-- †
Neufferia manderscheidi
 Franzen, 1994
  |--o †Eurodexeinae Erfurt & Sudre, 1996
  |  |--o †
Eygalayodon
 Sudre & Marandat, 1993
  |  |  |-- †
E. montenati
 Sudre & Marandat, 1993
  |  |  `-- †
E. isavenaensis
 Checa, 2004
  |  |-- †
Lutzia eckfeldensis
 Franzen, 1994
  |  |--o †
Eurodexis
 Erfurt & Sudre, 1996 [“Messelobunodon” Franzen, 1980]
  |  |  |-- †
E. ceciliensis
 (Franzen & Krumbiegel, 1980) 
  |  |  |-- †
E. russelli
 Sudre & Erfurt, 1996 [“Diacodexis russelli”]
  |  |  |-- †
E. cf. E. russelli
 [Sudre & Erfurt, 1996]
  |  |  `-- †
E. sp.
 [Erfurt & Sudre, 1996]
  |  `-- †
Parahexacodus germanicus
 Erfurt & Sudre, 1996
  |--o †Hyperdichobuninae Gentry & Hooker, 1988
  |  |--o †
Hyperdichobune
 Stehlin, 1910
  |  |  |-- †
H. spinifera
 (Stehlin, 1906)
  |  |  |-- †
H. nobilis
 (Stehlin, 1906)
  |  |  |-- †
H. spectabilis
 Stehlin, 1910
  |  |  |-- †
H. langi
 (Rütimeyer, 1891)
  |  |  |-- †
H. hammeli
 Sudre, 1978
  |  |  |-- †
H. sp.
 [Sudre, 1978, Hooker & Weidmann, 2000]
  |  |  `-- †
H. cf. H. hammeli
 [Sudre, 1997]
  |  `--o †
Mouillacitherium
 Filhol, 1882
  |     |-- †
M. elegans
 Filhol, 1882
  |     |-- †
M. cartieri
 (Rütimeyer, 1891) Stehlin, 1906
  |     |-- †
M. schlosseri
 Sudre, 1978
  |     |-- †
M. cf. M. elegans
 [Sudre, 1978]
  |     `-- †
M. sp.
 [Stehlin, 1906]
  `--o †Lantianiinae Métais et al., 2004
     |-- †
Lantianius xiehuensis
 Chow, 1964
     |-- †
Eolantianius russellii
 Averianov, 1996
     `-- †
Elaschitotherium qii
 Métais et al., 2004
```

```
Dichobunidae 
incertae sedis
:
   †
Haqueina
 Dehm & Oettingen-Spielberg, 1958 
       †
H. haquei
 Dehm & Oettingen-Spielberg, 1958
       †
H. haichinensis
 Vislobokova, 2004
   †
Dulcidon gandaensis
 Van Valen, 1965 
   †
Paraphenacodus solivagus
 Gabunia, 1971
   †
Aksyiria oligostus
 Gabunia, 1973
   †
Chorlakkia
 Gingerich et al., 1979
       †
C. hassani
 Gingerich et al., 1979
       †
C. valerii
 Vislobokova, 2004
   †
Pakibune chorlakkiensis
 Thewissen et al., 1987
   †Dichobunidae indet. A. [Thewissen et al., 1983]
   †Dichobunidae indet. B. [Thewissen et al., 1987]
   “Dichobunid” indet “large” [West, 1980b, Thewissen et al., 2001]
   Artiodactyla indet. 1. [Tsubamoto et al., 2005]
   †
Wutuhyus primiveris
 Tong & Wang, 2006
```

## Paleobiologia
La forma dei denti dei dicobunidi suggerisce che questi animali fossero brucatori di piccole foglie tenere, forse nel sottobosco o nelle foreste più intricate. La forma del corpo e delle lunghe zampe indica che i dicobunidi potevano essere animali molto veloci, che utilizzavano la corsa per sfuggire ai predatori, al contrario di molti animali loro contemporanei.
Alcuni fossili di Aumelasia provenienti dal giacimento di Messel, con una dentatura in cui si riscontrano microusure che richiamano quelle presenti sui denti delle scimmie che si cibano di frutta, suggeriscono che questi animali potessero nutrirsi di frutta. Anche i contenuti dello stomaco di un esemplare di Aumelasia indicano che questo animale si nutriva di frutta e semi, e che ingeriva anche grani di sabbia; questi ultimi potevano essere ingeriti solo quando Aumelasia raccoglieva frutti caduti sul terreno (Franzen e Michaelis, 1988).